# Румелија
Румелија (тур. Rumeli, у значењу „Земља Ромеја“; буг. Румелия) је име које се од 15. века користило у Османском царству да означи његов западни (балкански) део, у односу на источни (анадолски) део.
Ово име потиче из Византије, коју су на Балкану смениле Османлије и делом преузеле њено наслеђе. Пошто од око 1350. Византинци (Грци, Ромеји) нису више владали Анадолијом, Турци су остатак Византије у Европи називали Rum ili. У европским језицима је овај термин постао Румелија, који је у ширем смислу означавао све османске поседе који ће касније били геополитички класификовани као Балкан.

## Румелијски пашалук
Главни чланак: Румелијски пашалук.
Румелијски пашалук (ејалет) је основан око 1365. године, а у почетку је обухватао све европске поседе Османског царства. Ту су спадале провинције Тракија, Македонија и Мезија, омеђене на северу рекама Савом и Дунавом, на западу Јадранском обалом, а на југу Морејом. Пашалук је и даље остао првенствено насељен хришћанима, да би касније неки народи као што су Албанци и Бошњаци прешли у ислам. У 16. веку на пограничним просторима попут Босне, Угарске и Мореје почели су се издвајати нови пашалуци.  Године 1670. из Румелијског је издвојен Јањински пашалук, а 1826. Солунски и Једренски. Након тога су 1846. године издвојени Нишки и Видински пашалук. Ова два пашалука ће заједно са раније издвојеним Силистранским пашалуком касније бити спојена у Вилајет Туна (српска област око Ниша, северна Бугарска од Видина до Варне и румунска Добруџа). Румелијски пашалук је постојао до 1864. године, а последњих неколико деценија седиште му је било у Битољу. Остатак тог пашалука је прво припојен новоформираном Солунском вилајету, а потом је из њега издвојен 1874. године, када је формиран Битољски вилајет.
- Румелијски пашалук 1609.
- Румелијски пашалук средином 19. века

## Источна Румелија
Источна Румелија (јужна Бугарска) је 1878. постала аутономна област Османског царства, а ујединила се са Кнежевином Бугарском 1885. године после Пловдивског преврата, међутим и након тога је службено била покрајина под османским суверенитетом све до проглашења бугарске независности 22. септембра 1908. године.